# Gymnophragma simplex
Gymnophragma simplex är en akantusväxtart som beskrevs av Gustav Lindau. Gymnophragma simplex ingår i släktet Gymnophragma och familjen akantusväxter. Inga underarter finns listade i Catalogue of Life.